# Бетокур
Бетокур (фр. Betaucourt) насеље је и општина у источној Француској у региону Франш-Конте, у департману Горња Саона која припада префектури Везул.
По подацима из 2011. године у општини је живело 161 становника, а густина насељености је износила 22,45 становника/km². Општина се простире на површини од 7,17 km². Налази се на средњој надморској висини од 220 метара (максималној 283 m, а минималној 212 m).

## Демографија
| 1962. | 1968. | 1975. | 1982. | 1990. | 1999. | 2011. |
| ----- | ----- | ----- | ----- | ----- | ----- | ----- |
| 201   | 205   | 179   | 186   | 178   | 172   | 161   |

График промене броја становника у току последњих година